# Wolfgang Haigis
Wolfgang Haigis (* 30. Mai 1947 in Stuttgart; † 15. Oktober 2019) war ein deutscher Physiker. Er war ein Pionier der Biometrie und hat mit der Haigis-Formel für die IOL-Berechnung für hyperope Augen und die Kataraktchirurgie den wissenschaftlichen Standard gesetzt.
Haigis wurde 1980 Professor für Ophthalmologie an der Julius-Maximilians-Universität Würzburg. Er hat über 200 wissenschaftliche Publikationen veröffentlicht und in 500 Vorträgen auf nationalen und internationalen Kongressen seine wissenschaftliche Arbeit dargestellt. 2009 war er der erste Preisträger des DGII-Wissenschaftspreis der Deutschen Gesellschaft für Intraokularlinsen-Implantation, interventionelle und refraktive Chirurgie.
Seit 1981 war er Mitglied des Flugsport-Club Würzburg (FSCW).